# Alex MacQueen

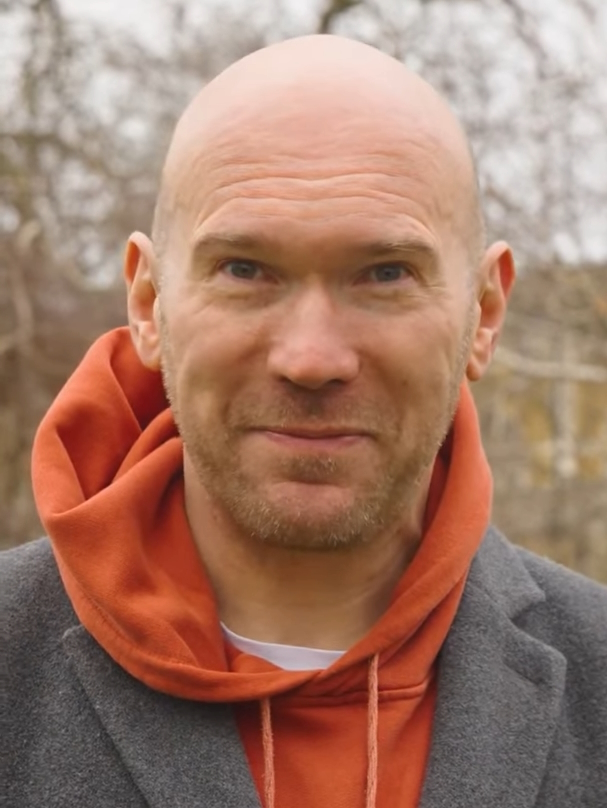
Alex MacQueen

Alexander Tulloch MacQueen (* 30. November 1973 in Epsom, Surrey) ist ein englischer Schauspieler.

## Leben
Alex MacQueen wuchs in Epsom in der Grafschaft Surrey auf. Nach seinem Schulabschluss studierte er zunächst Literatur an der Collingwood-Universität in Durham und anschließend studierte er Philosophie am Pembroke College Cambridge, das er im Jahr 1998 erfolgreich abschloss.
1999 zog MacQueen nach London, wo er seither lebt und dort dann bis 2002 an einer Schauspielschule seine Schauspielausbildung absolvierte. Seit 2003 hat MacQueen als Schauspieler vor der Kamera in bislang mehr als 120 Film-und-Fernsehproduktionen mitgewirkt. Während MacQueen zu Beginn seiner Karriere noch oftmals in Nebenrollen besetzt wurde und zu sehen war, konnte er sich später auch als Charakterdarsteller in Hauptrollen beweisen. Er ist als Bühnendarsteller zudem vereinzelt an verschiedenen Theaterhäusern tätig.

## Synchronstimmen
Alex MacQueen hat in der deutschen Synchronfassung bislang keinen Stammsprecher und wurde unter anderem von Gerrit Schmidt-Foß, Bernd Vollbrecht, Erich Räuker, Gerald Schaale, Hans-Georg Panczak oder von Frank Schaff gesprochen.

## Filmografie (Auswahl)
- 2005: Mord im Pfarrhaus
- 2006: Casualty (Fernsehserie, 1 Folge)
- 2009: Kabinett außer Kontrolle
- 2010: Four Lions
- 2011: Black Mirror (Fernsehserie, 1 Folge)
- 2013: Jack and the Giants
- 2015: Ewige Jugend
- 2015: Slow West
- 2020: Downhill
- 2021: Fate: The Winx Saga (Fernsehserie, 6 Folgen)
- 2023: Inspector Barnaby (Fernsehserie, 1 Folge)